# Mavricij Saški
Mavricij Saški, vojvoda in volilni knez Saške, * 21. marec, 1521, Freiberg, † 9. julij, 1553, pri Sievershausnu.
Mavricij je leta 1541 nasledil očeta, vojvodo Henrika Saškega. Čeprav protestant in član šmalkaldenske zveze, se je boril ob katoliškem cesarju Karlu V. proti Turkom (1542), vojvodini Cleve (1543) in Franciji (1544). Leta 1545 je nehal sodelovati s šmalkaldensko zvezo protestantskih knezov, ker mu je cesar za sodelovanje obljubil saški glas v kolegiju volilnih knezov, ki je tedaj pripadal njegovemu sorodniku iz ernestinske veje Wettincev Ivanu Frideriku I., Velikodušnemu, s katerim sta bila v sporu zaradi škofij Meiβen in Halberstadt ter nadškofije Magdeburg. V šmalkaldenski vojni se je boril na zmagoviti cesarjevi strani, dobil čast volilnega kneza in veliko ernestinskih posesti (volilno deželo in državne fevde).
Ni pa se kot protestant mogel strinjati z odredbo (augsburški interim), ki jo je po vojaški zmagi izdal cesar ob koncu zasedanja državnega zbora v Augsburgu (1547-48), s katero je nakazal povratek katolicizma v nemške protestantske dežele in ponovno večjo centralizacijo cesarstva; cesar tudi ni izpolnil obljube, ki jo je dal Mavriciju, da bo izpustil iz ječe njegovega tasta, hessenskega deželnega grofa Filipa I. 
Augsburški interim je izzval zarotniški odziv protestantskih knezov. Mavricij se je vrnil v protestantske vrste in pod pretvezo, da bo zajel luteranske upornike v Magdeburgu (1550), dvignil vojsko, sklenil tajno protihabsburško zvezo z nemškimi protestantskimi knezi in jo podprl s pogodbo o pomoči v denarju in orožju s francoskim kraljem Henrikom II. (pogodba v Chambordu v januarju 1552).
Leta 1552 so zarotniki preplavili južno Nemčijo in del Avstrije ter prisilili cesarja, da je iz Innsbrucka zbežal na Koroško. V avgustu so knezi pod vodstvom Mavricija v Passauu sklenili s Ferdinandom I., kot cesarjevim predstavnikom, začasni kompromis; Filip I. Hessenski in Ivan Friderik I. Saški sta bila osvobojena.
Mavricij se je po passavskem sporazumu ponovno boril na strani cesarja proti Turkom na Madžarskem. Nazadnje se je na Saškem spopadel s svojim nekdanjim zaveznikom Albertom II. Alcibadesom Brandenburškim, ki je zavrnil premirje, sklenjeno v Passauu. Alberta je premagal 9. julija 1553 pri Sievershausnu, vendar je bil sam v bitki smrtno ranjen.
V notranji politiki je Mavricij v prizadevanjih, da bi uredil deželno cerkev, v letih 1542-45 sklical nekaj cerkvenih konsistorijev. Na zaseženih cerkvenih imetjih je ustanavljal t. i. knežje šole, nekakšne humanistične gimnazije z internati za starost od 13 let, ki naj bi vzgajale lasten naraščaj duhovnikov in uradnikov.
Mavricij je odločno podpiral reformacijo, a je ves čas dajal prednost pragmatični politiki moči.